# Biserica de lemn din Mănăstioara (Udești)
Biserica de lemn „Intrarea Maicii Domnului în Biserică” din Mănăstioara, cunoscută și ca Schitul Mănăstioara, este un lăcaș de cult ortodox construit în secolul al XVIII-lea în satul Mănăstioara din comuna Udești aflată în județul Suceava. Edificiul religios se află localizat în cimitirul satului și are hramul Intrarea Maicii Domnului în Biserică, sărbătorit la data de 21 noiembrie. Accesul către biserică este anevoios, realizându-se pe o potecă prin pădurea Plăvălari, până pe dealul din vecinătatea satului, unde se găsește lăcașul.
Biserica de lemn din Mănăstioara a fost inclusă pe Lista monumentelor istorice din județul Suceava din anul 2015 la numărul 287, având codul de clasificare cod LMI SV-II-m-B-05567.

## Istoric

### Tradiție
La 15 octombrie 1451, voievodul Bogdan al II-lea (1449-1451), tatăl lui Ștefan cel Mare, se afla la o nuntă în satul Reuseni, împreună cu fiul său. În noaptea nunții, Petru al III-lea Aron (frate al lui Bogdan al II-lea și domnitor al Moldovei în perioadele 1451-1452, 1454-1455 și 1455-1457) a năvălit cu o ceată de oșteni, l-a prins pe domnitor și i-a tăiat capul.
Tradiția spune că după ce a fost ucis domnitorul, Ștefan cel Mare a fugit de oamenii lui Petru Aron și s-a ascuns în scorbura unui stejar din pădurea învecinată. Nu a fost găsit de oștenii uzurpatorului care-l urmăreau.
Petru Aron nu s-a bucurat prea mult timp de domnie, deoarece Ștefan cel Mare, fiul lui Bogdan, s-a ridicat cu oaste împotriva uzurpatorului Petru Aron și după două lupte, una la Doljești și cealaltă în satul Obric, l-a biruit pe Petru, urcându-se pe scaunul Moldovei și domnind până în anul 1504.
Conform tradiției locale, Ștefan cel Mare a ridicat o biserică din lemnul stejarului în care se adăpostise, pentru a-i mulțumi lui Dumnezeu pentru că a scăpat cu viață atunci.

### Biserica de lemn
Nu au fost găsite surse care să acrediteze ipoteza că actuala biserică de lemn a fost construită de Ștefan cel Mare. În afară de tradiție, nu există nici un izvor care să documenteze existența aici a unui lăcaș monahal decât unele toponime din zonă: „Poiana Călugărului”, „Moara Călugărilor” sau numele localității – „Mănăstioara”. Profesorul Ioan Zugrav crede că monahii au părăsit schitul imediat după 1774, ca urmare a anexării Bucovinei de Imperiul Habsburgic, și s-au refugiat în Moldova neocupată; el afirmă că în jurul bisericii se mai vedeau urme de chilii în jurul anului 1926. Călugării ce au traversat râul Șomuzul Mic au înființat o altă mănăstire în satul Preutești din Moldova, iar acea localitate a primit numele Mănăstioara.
Specialiștii datează construcția bisericii la începutul secolului al XVIII-lea. Documente vechi atestă că biserica ar fi fost construită în jurul anului 1760 pe moșia Ilincăi Balș din pădurea Plăvălari. Cele mai vechi dovezi ale existenței bisericii sunt inscripția de pe icoana Mântuitorului: „1775 (1776) Antonii Zograf” și inscripția din anul 1762, descifrată din Antimis: „Dumnezeu și sfântul Oltariu: ca să se săvârșească pre dânsul sfintele dumnezeiești slujbe, care s-au sfințit de prea sfințitul mitropolit a toată Moldavia Chir Gavril pe numele tuturor sfinților, 1762”.
Dintr-un document vechi, întocmit înainte de restaurarea lăcașului de cult, aflăm că biserica a avut inițial doar două încăperi (altar și staulul bărbaților) cu podea de scândură și un cerdac din lemn de stejar acoperit cu șindrilă. Între altar și staulul bărbaților se afla iconostasul care avea șase rânduri de icoane și numai două uși. Dimensiunile inițiale ale bisericii erau de 7.35 metri lungime și 3.15 metri lățime.
În perioada anului 1848, bisericii i-au fost aduse adăugiri și transformări, ea prelungindu-se spre vest. Au fost construite un pridvor și un turn clopotniță atașat bisericii. Edificiul a fost supraînălțat și i s-a construit o turlă deasupra naosului. Această operațiune este pomenită într-o inscripție pictată cu litere chirilice în alb pe o scândură la absida laterală: „Această biserică la Mănăstioara s-ar răpăluit (reparat) la anul 1848 august la 13 s-au început lucrul și s-au săvârșit noiembrie la 20 prin chiverniseala oamenilor Vasile Co(s)ma, Gavril Botnar, Nica Bolohan, Georgi Bolohan Carturarh (?)”.
Conform tradiției orale, până la înălțarea turnului clopotniță, clopotele erau atârnate într-un copac din preajma bisericii. După ridicarea turnului, au fost turnate clopote noi, însemnându-se pe ele data și numele donatorilor: „Acest clopot s-au vărsat satul Plăvălar cu hramul Vovidenia cu cheltuiala Vasile Cosma, Budnar Nica...”.
În Cronica parohiei sunt menționate și alte două reparații. La începutul anilor 1900, lăcașul de cult a fost restaurat și căptușit cu scânduri de brad în interior și exterior pentru a-l proteja. Scândurile au fost înlocuite în 1974.
Ca urmare a faptului că satul este foarte izolat și are în jur de numai 20 de case, biserica era deschisă numai de sărbătoarea Schimbării la Față a Domnului (6 august). În prezent, în biserica de lemn din Mănăstioara se slujește de patru ori pe an (în sâmbăta a patra din Postul Mare, de Sânziene, de Schimbarea la Față și de hramul bisericii, Intrarea Maicii Domnului în Biserică) de către parohul din satul Plăvălari.
În curtea bisericii se află o cruce veche de piatră cu o inscripție cu caractere chiriclice din care se distinge numai: „Aciestă S. Cruce sau făcutu de Toader...”.

## Arhitectura bisericii
Biserica de lemn din Mănăstioara este construită din bârne de stejar și acoperită cu tablă. Pereții din bârne sunt placați cu scânduri dispuse vertical și vopsite în culoarea cărămizie. Acoperișul are două streșini, după felul bisericilor de lemn din nordul Carpaților, model întâlnit îndeosebi la ucraineni.
Monumentul are plan triconc (formă de cruce), cu absida altarului decroșată și absidele laterale poligonale, ușor deformate. Altarul are o formă pentagonală, având o fereastră dreptunghiulară (0.25x0.50 metri) dispusă în axul absidei, iar catapeteasma veche este fixată la nivelul decroșului. Tavanul este din scânduri alăturate, sprijinindu-se la est pe o retragere îngustă.
În absidele laterale ale naosului sunt două ferestre. Pronaosul actual este pridvorul original care a fost înfundat, în partea de vest fiind construit un nou pridvor care susține turnul clopotniță. Între naos și pronaos se află un perete despărțitor din bârne groase, prinse în „amnare” (spre interiorul naosului) și în „cheotori” (spre exterior), în care s-a practicat o intrare printr-un portal relativ îngust, decorat.
Ca urmare a faptului că biserica este înaltă, acoperișul a fost realizat cu dublă streașină: una îngustă, cu pantă joasă, acoperind naosul și pronaosul, și o alta, cu 0.60 metri mai jos, mai largă, acoperind altarul și absidele laterale și asigurând protecția perimetrală a întregului edificiu. Acoperișul turnului clopotniță este detașat de restul învelitorii. Deasupra altarului a fost construită o turlă falsă care nu depășește nivelul acoperișului central.
Ferestrele absidelor și cea a altarului sunt ornamentate cu elemente decorative (care amintesc de ancadramentele ferestrelor monumentelor de zid) realizate prin profilarea ancadramentului după un contur de linii arcuite ce pornesc de pe baze joase, simple. Elemente decorative se întâlnesc și în pridvorul inițial, cu o structură echilibrată de elemente armonios îmbinate. Biserica este înconjurată la partea superioară de o torsadă lată de 0.10 metri, care se sprijină pe o grindă masivă.

## Imagini

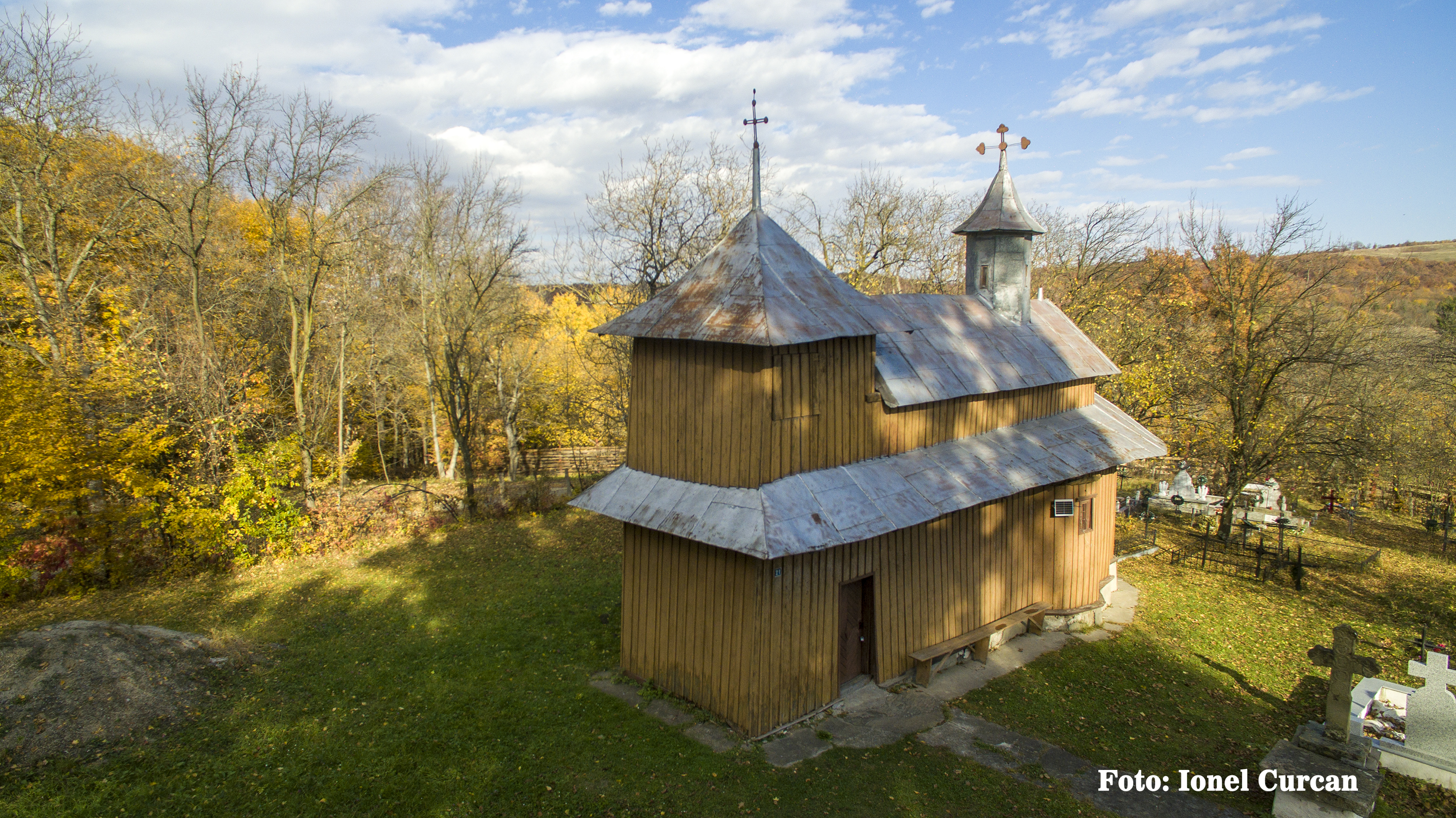
Biserica de lemn din Mănăstioara
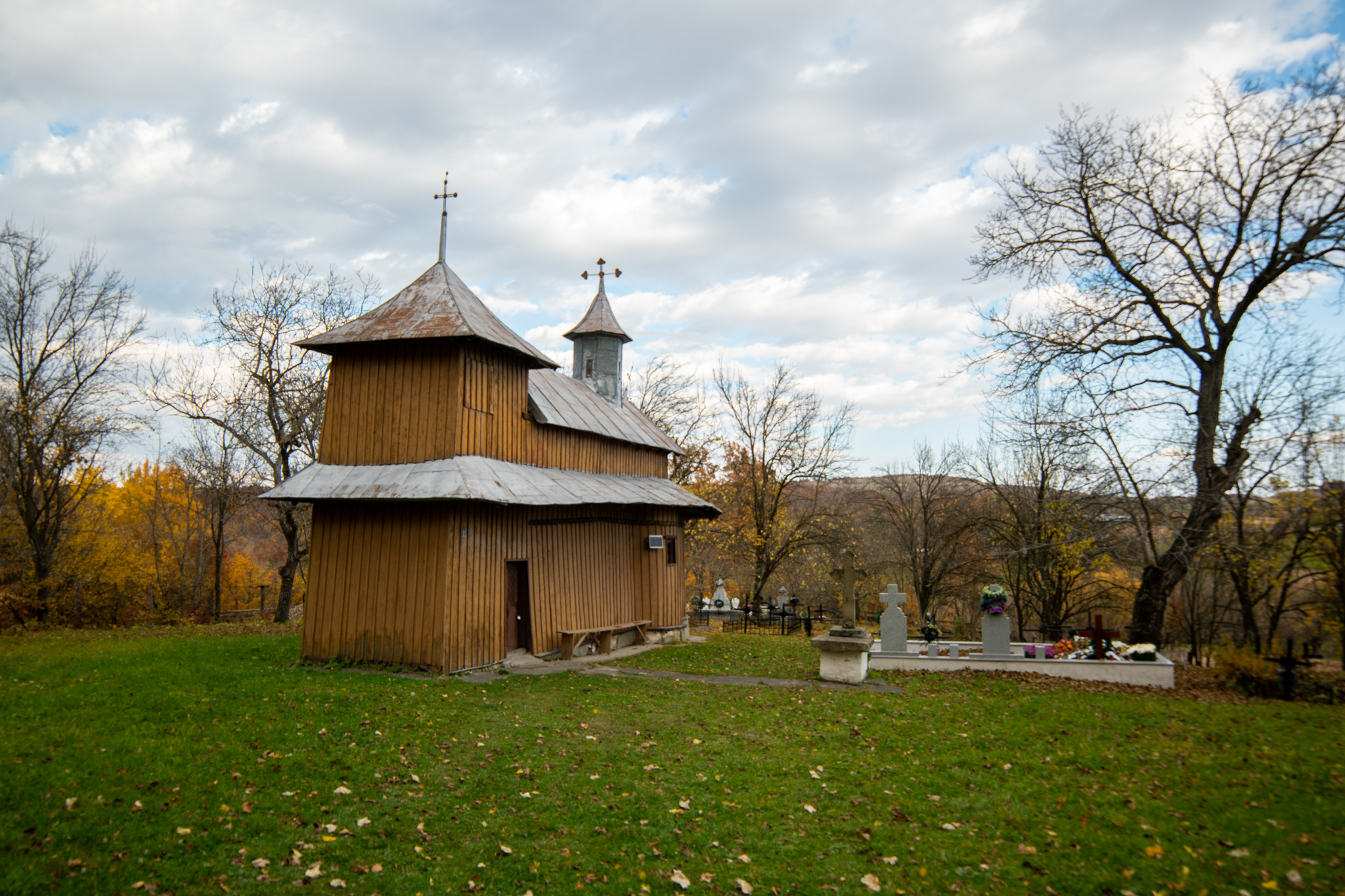
Biserica de lemn din Mănăstioara
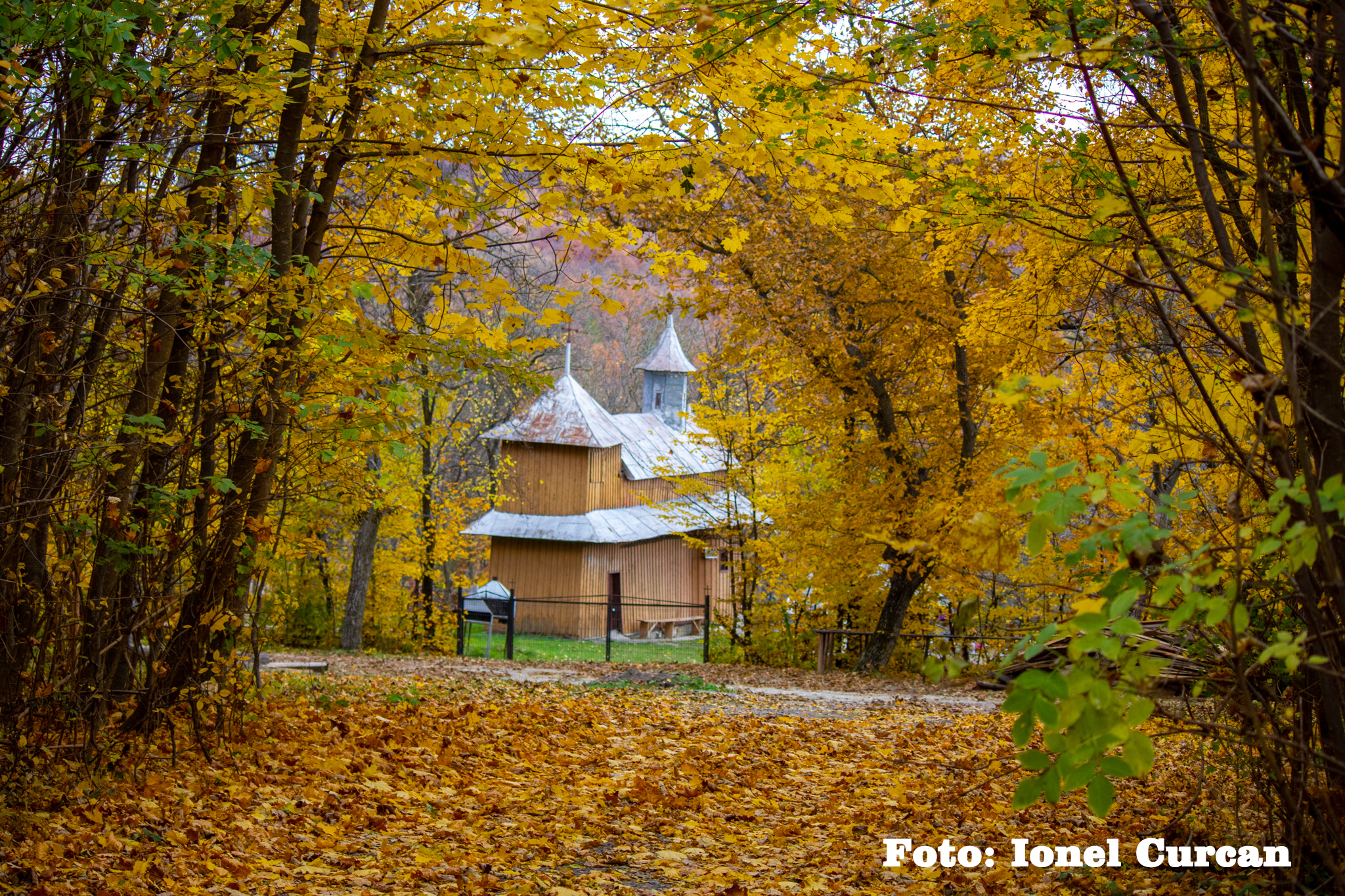
Biserica de lemn din Mănăstioara
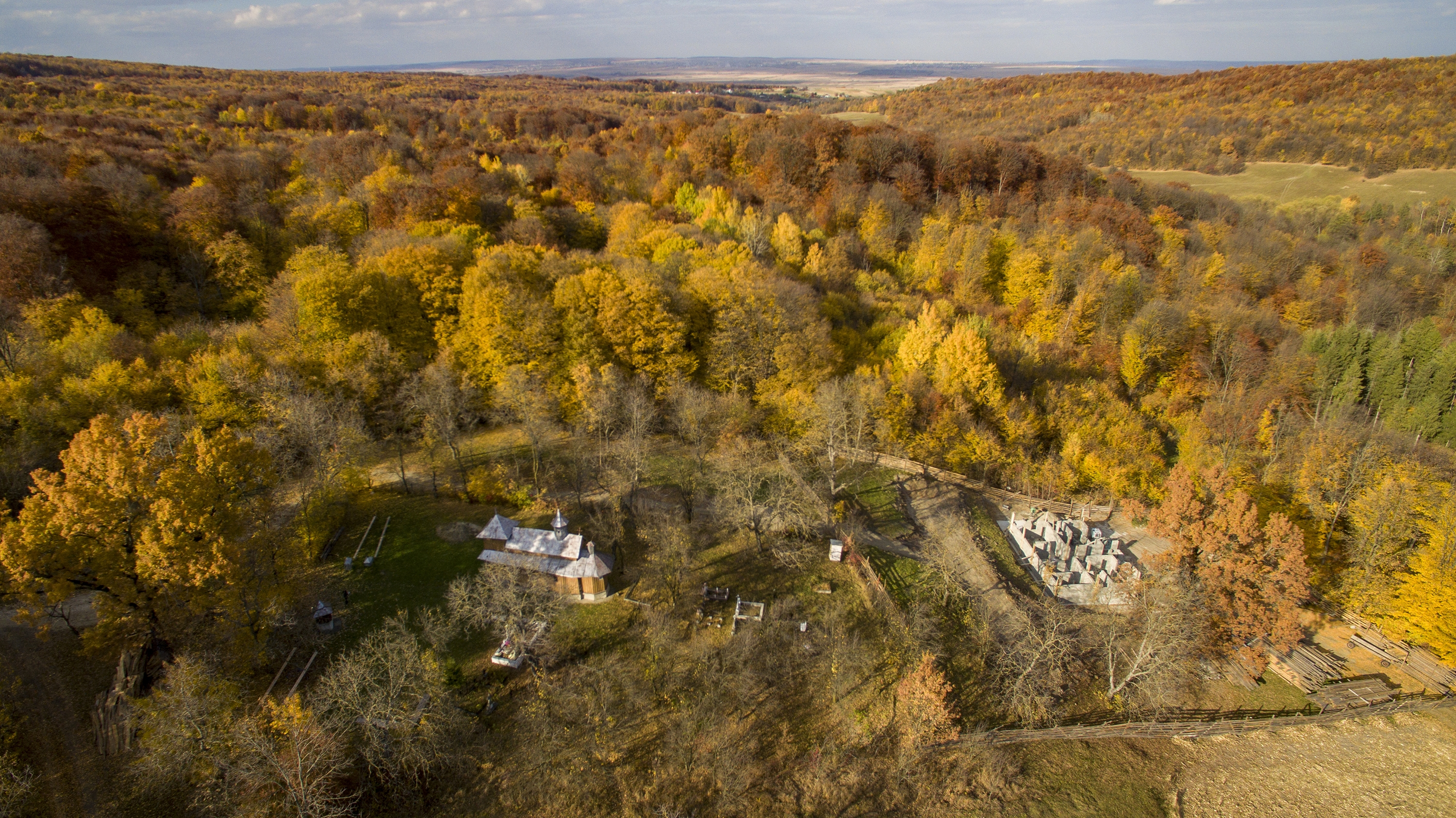
Biserica de lemn din Mănăstioara
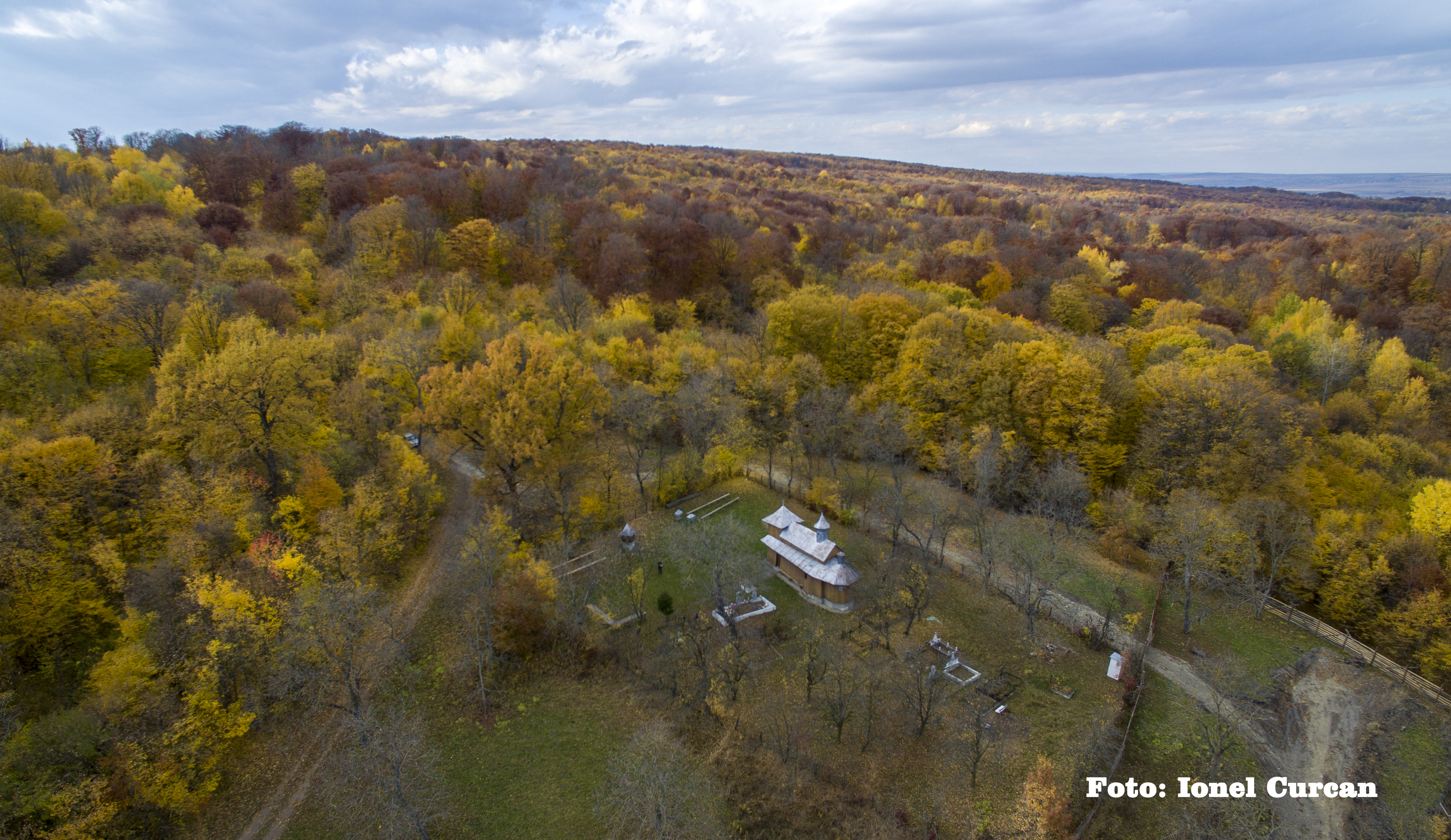
Biserica de lemn din Mănăstioara
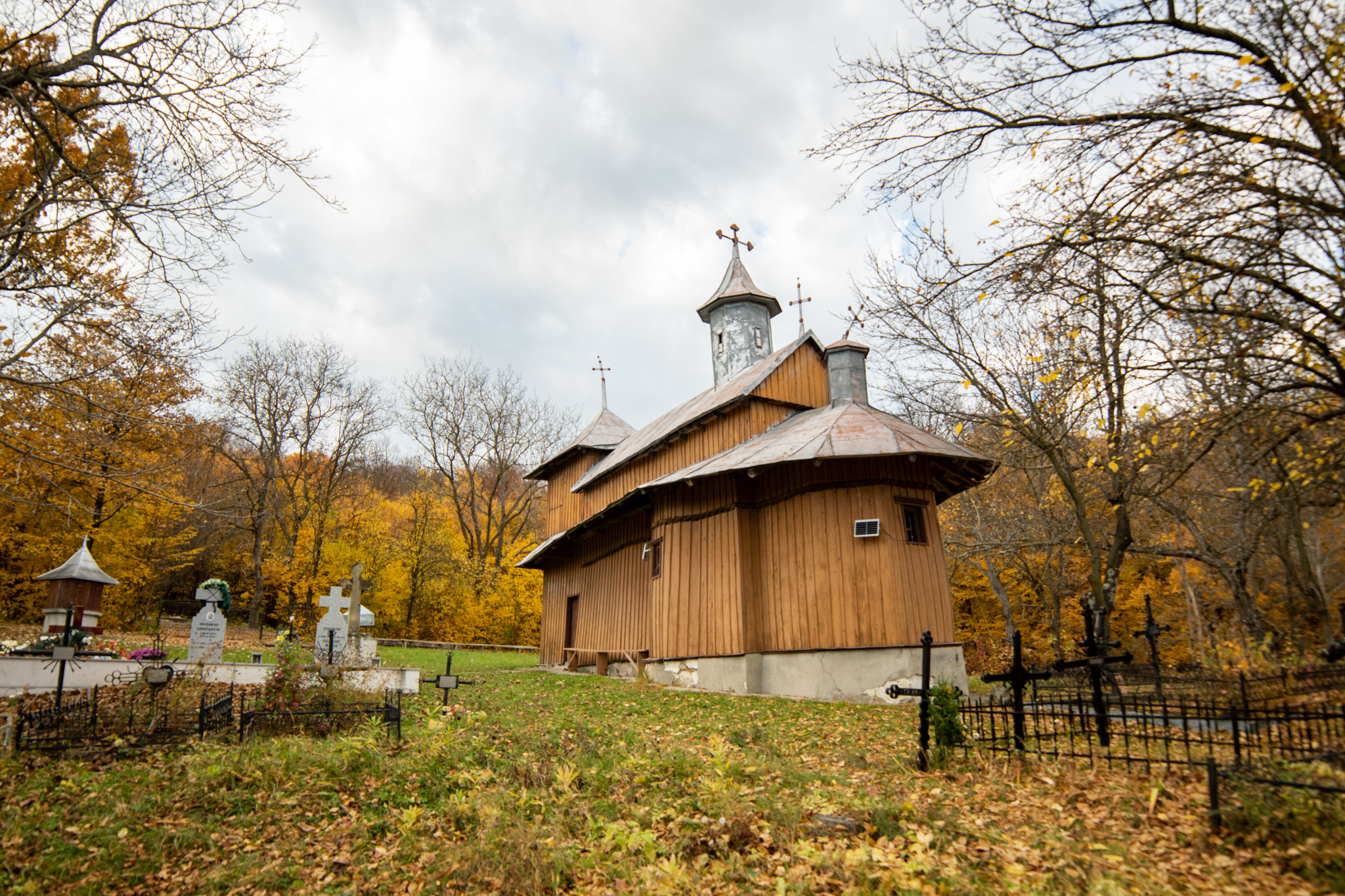
Biserica de lemn din Mănăstioara
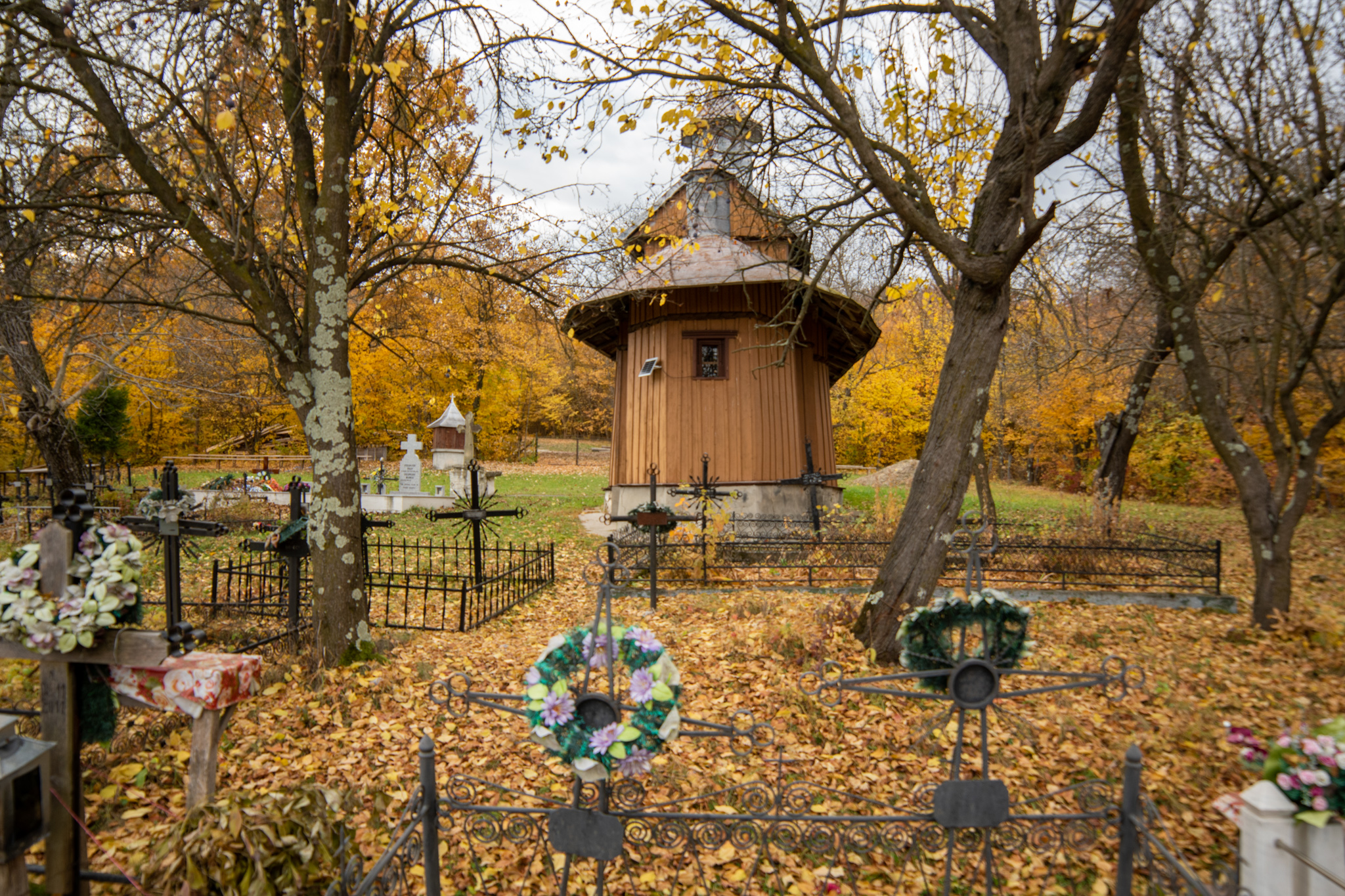
Biserica de lemn din Mănăstioara
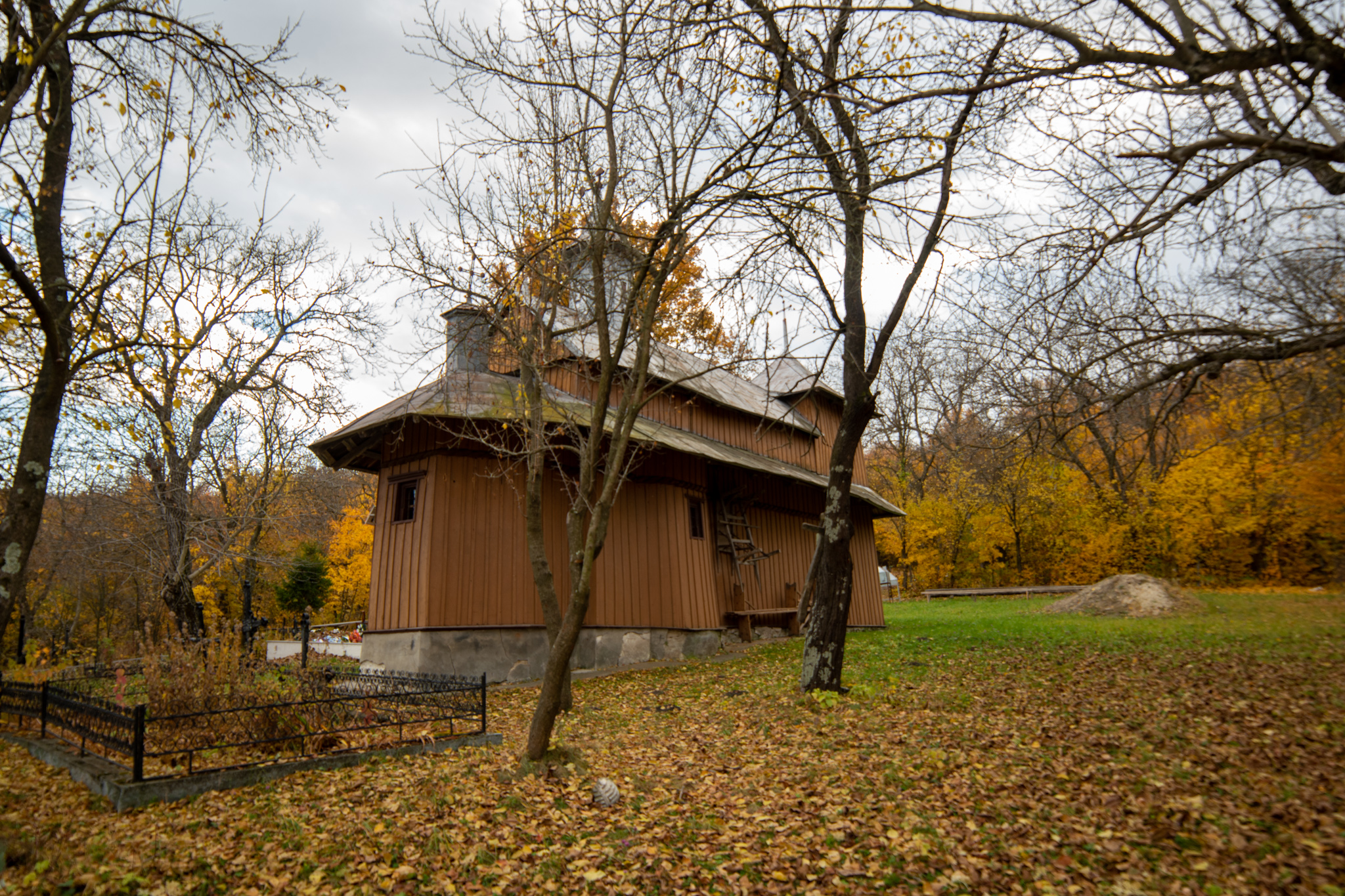
Biserica de lemn din Mănăstioara
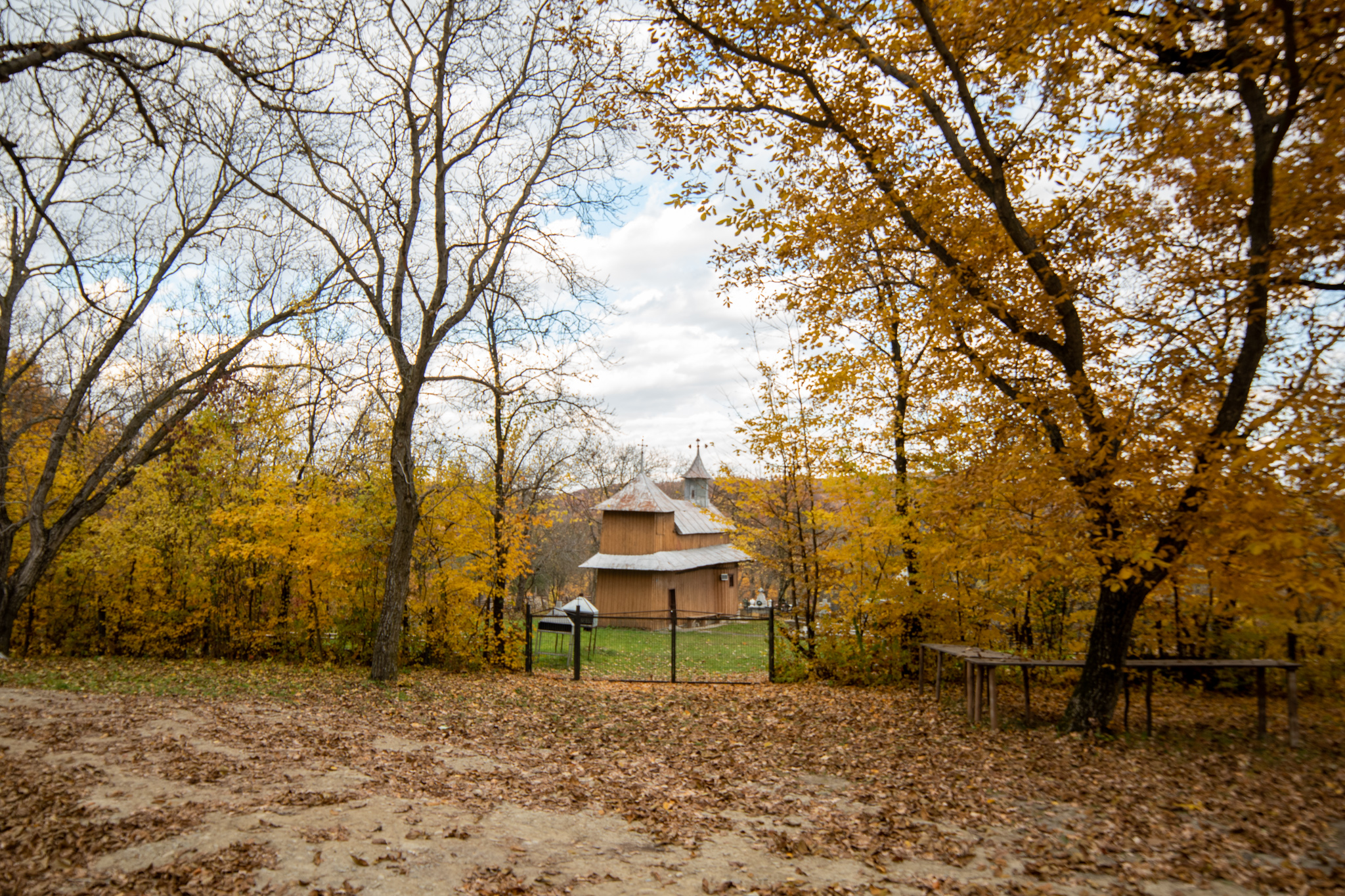
Biserica de lemn din Mănăstioara
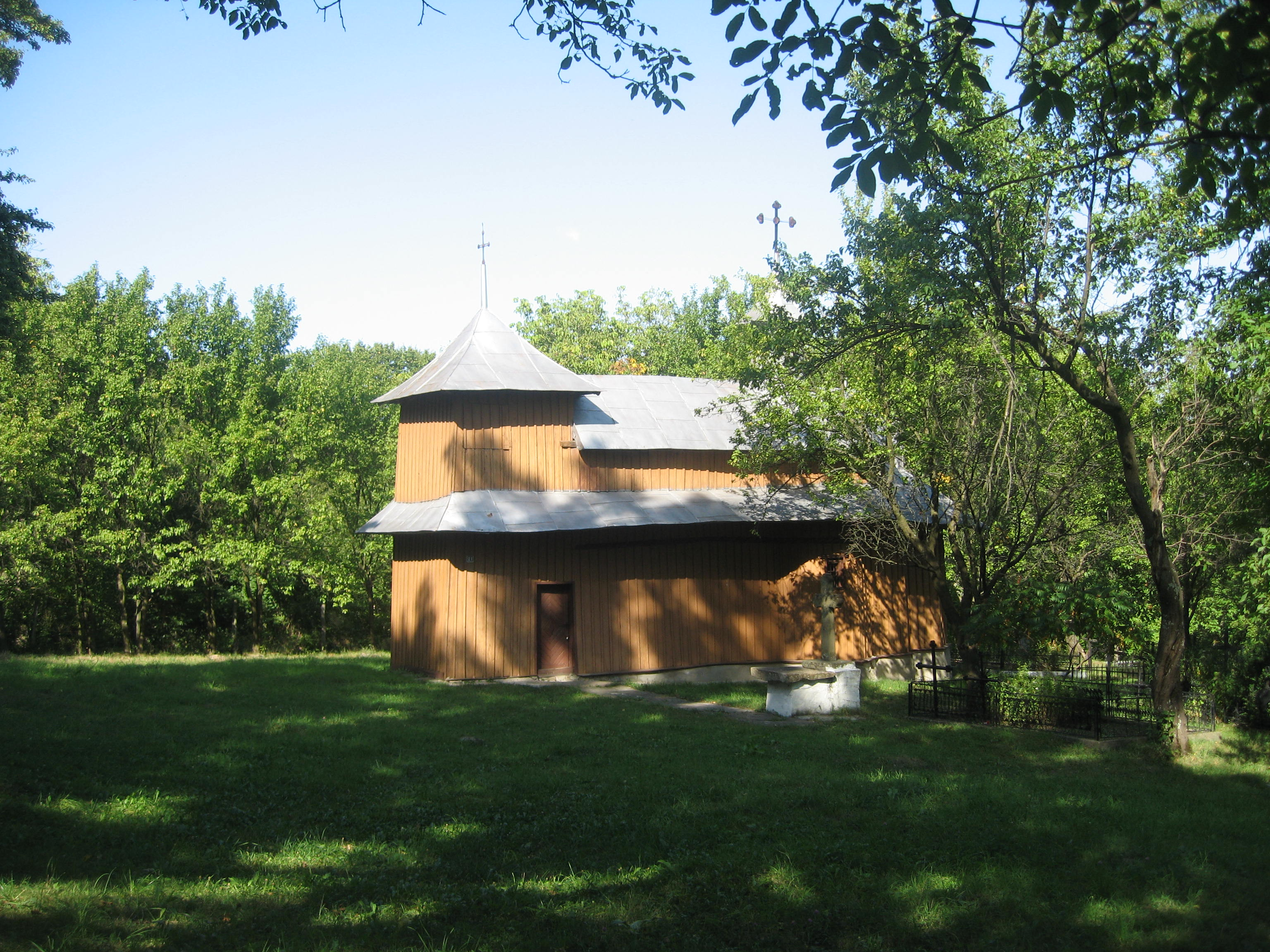
Biserica pe latura sud-vestică
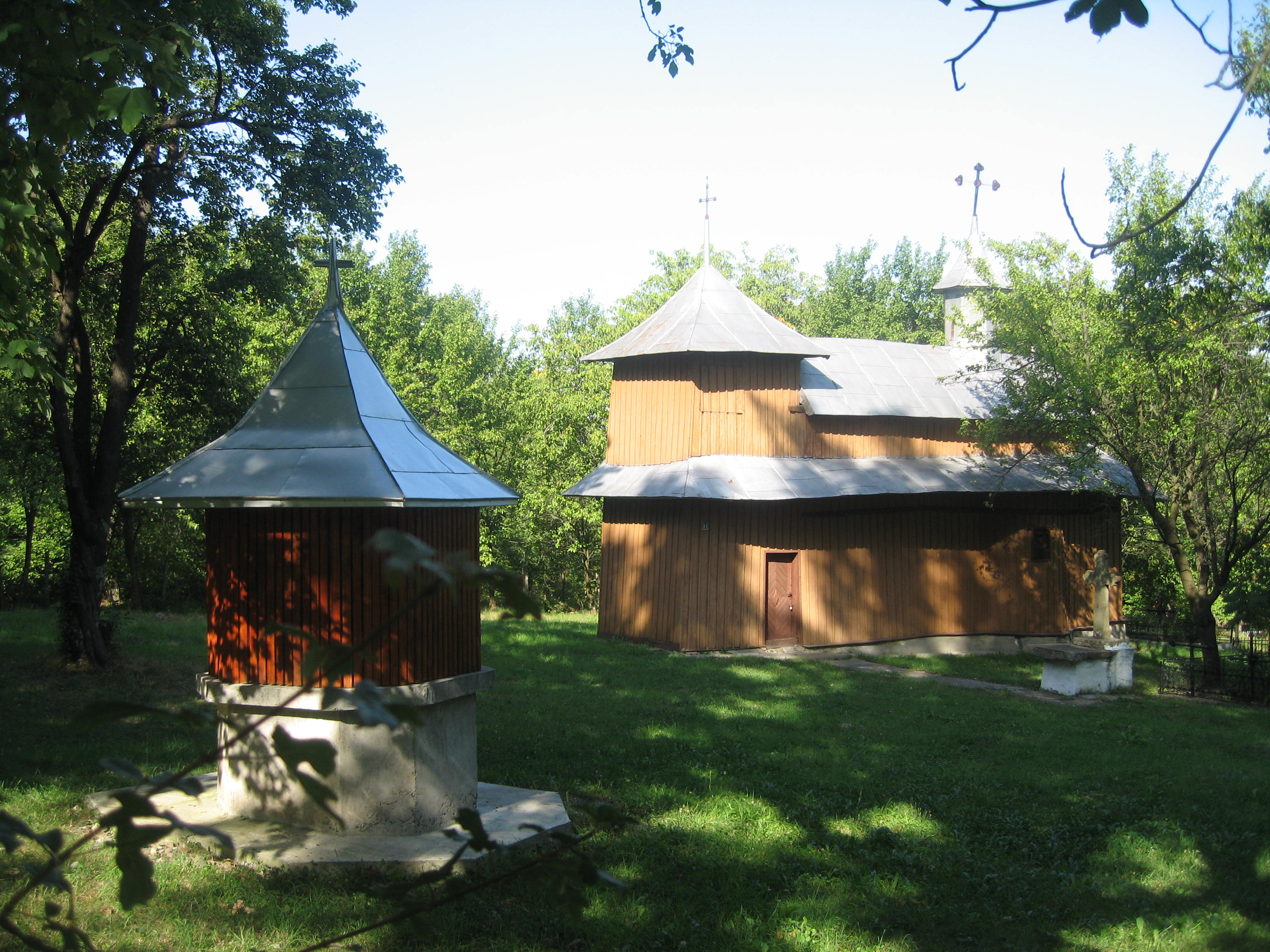
Biserica pe latura sud-vestică
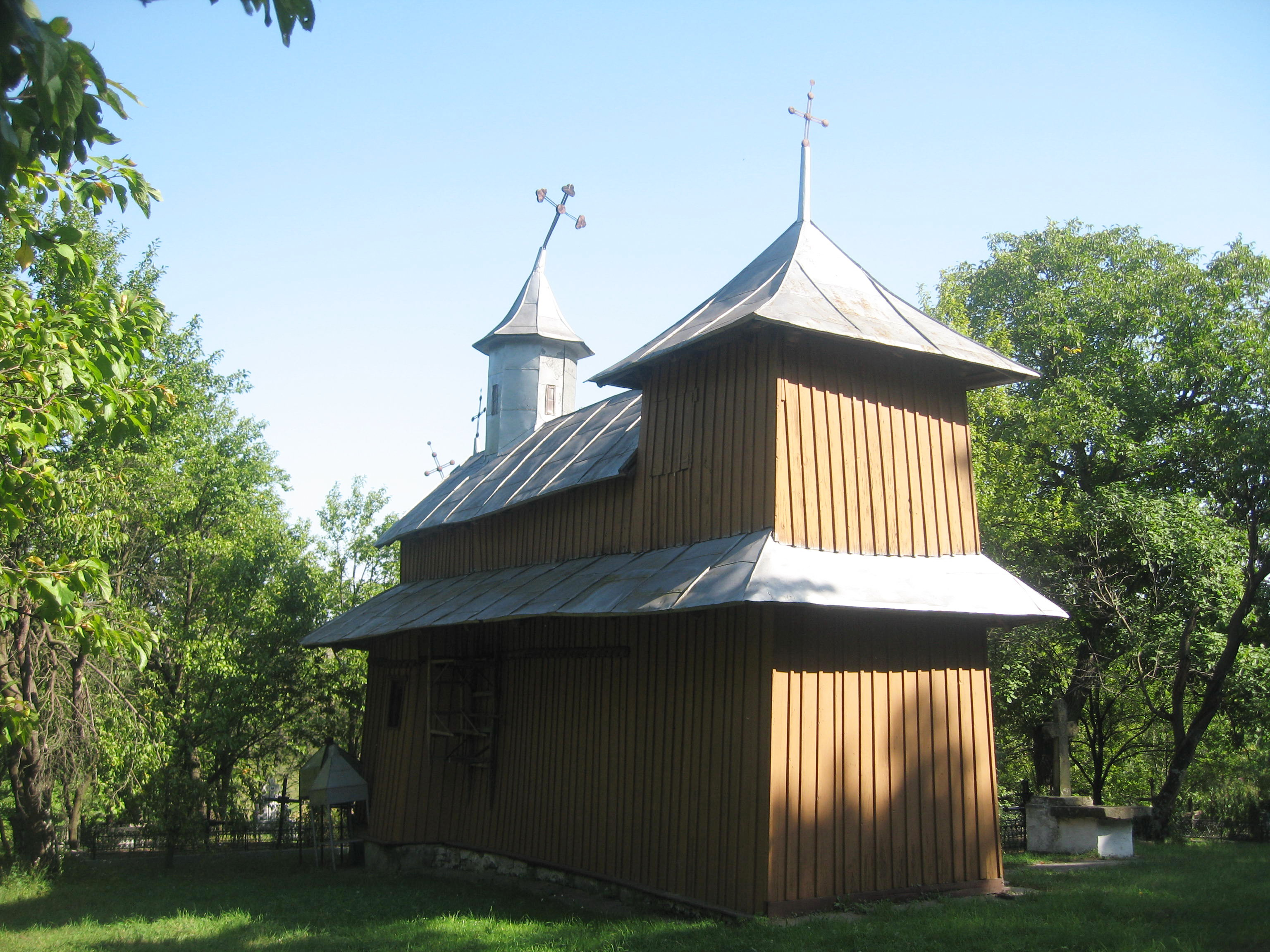
Biserica pe latura nord-vestică
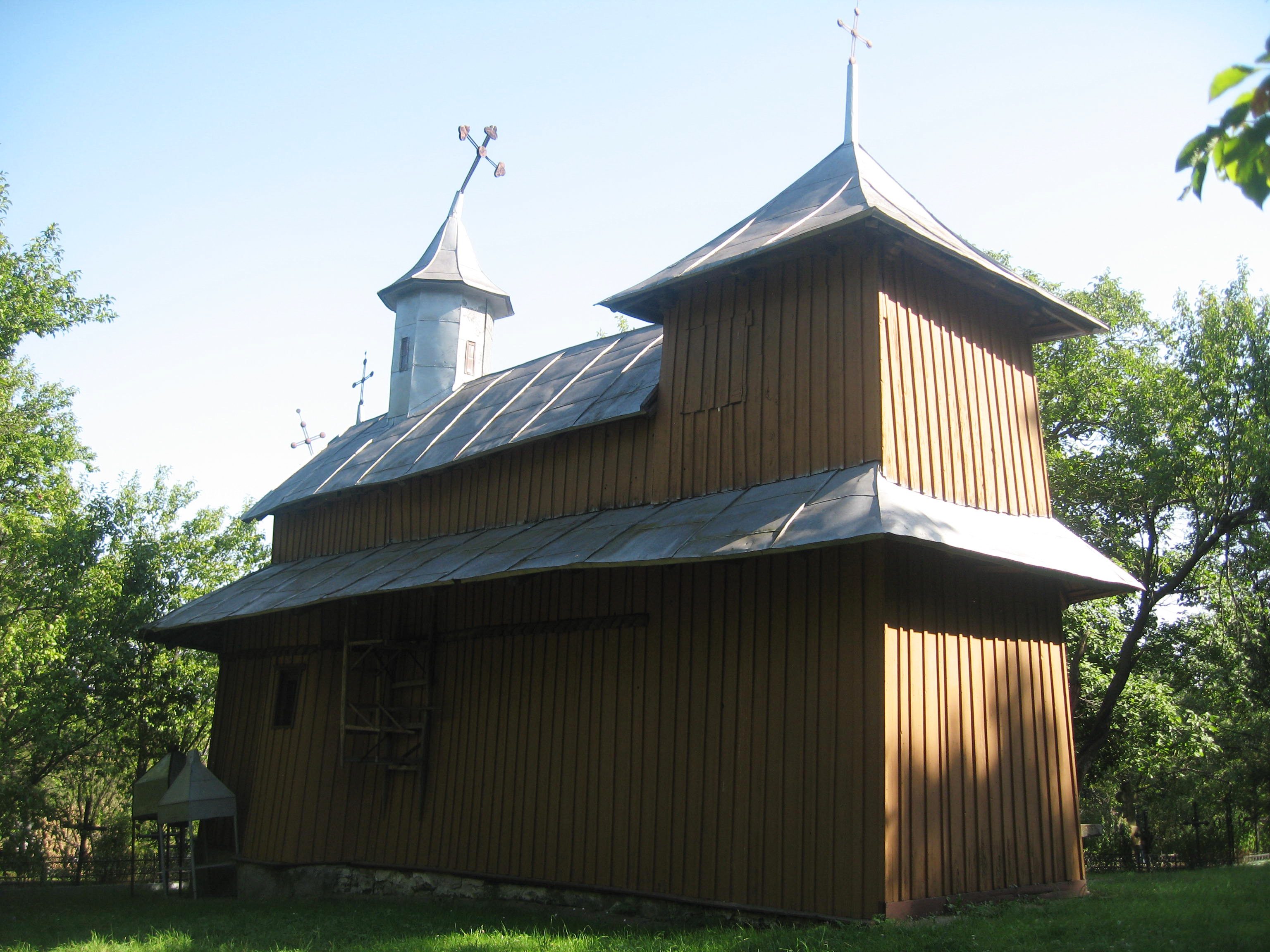
Biserica pe latura nord-vestică
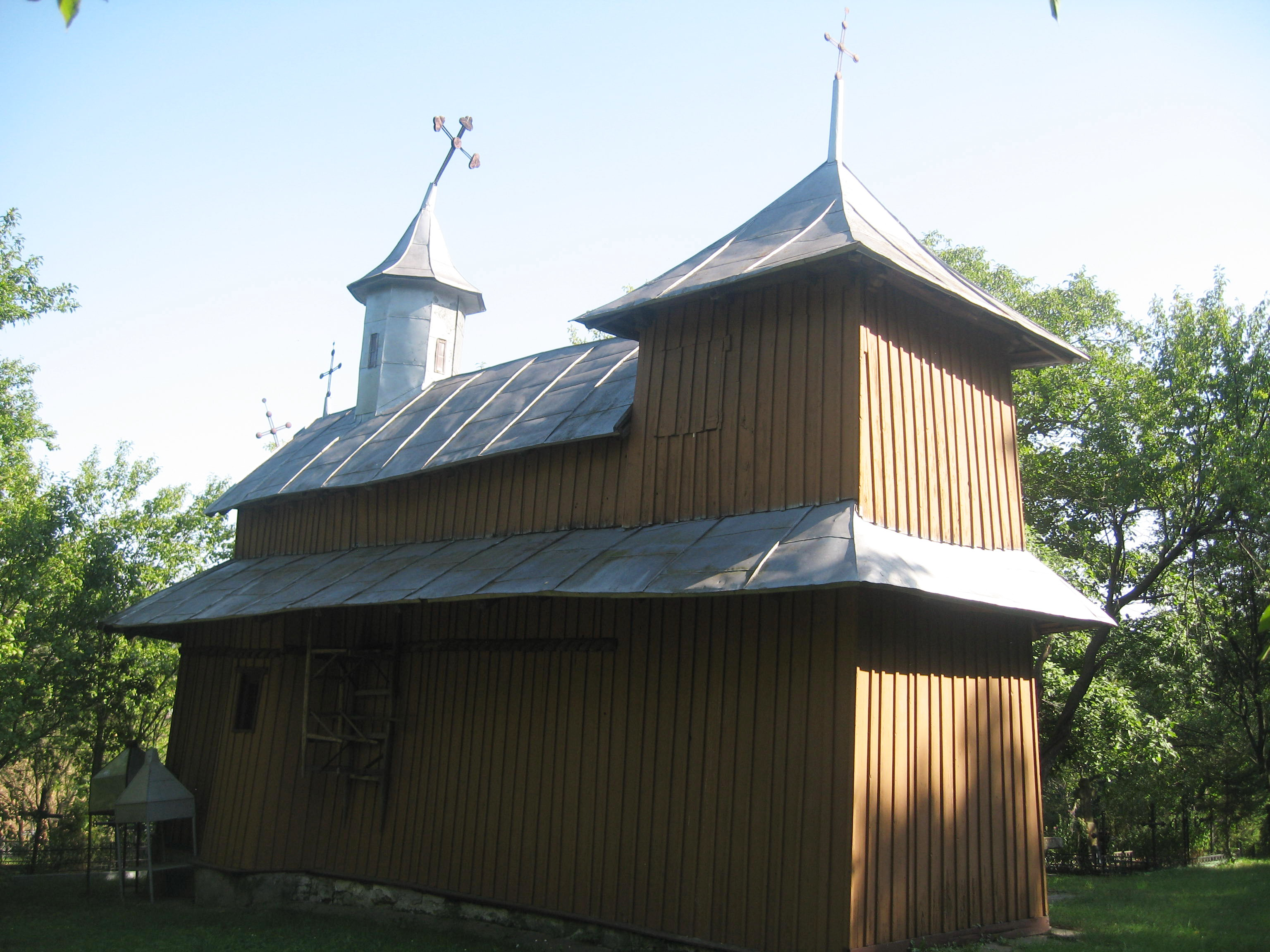
Biserica pe latura nord-vestică
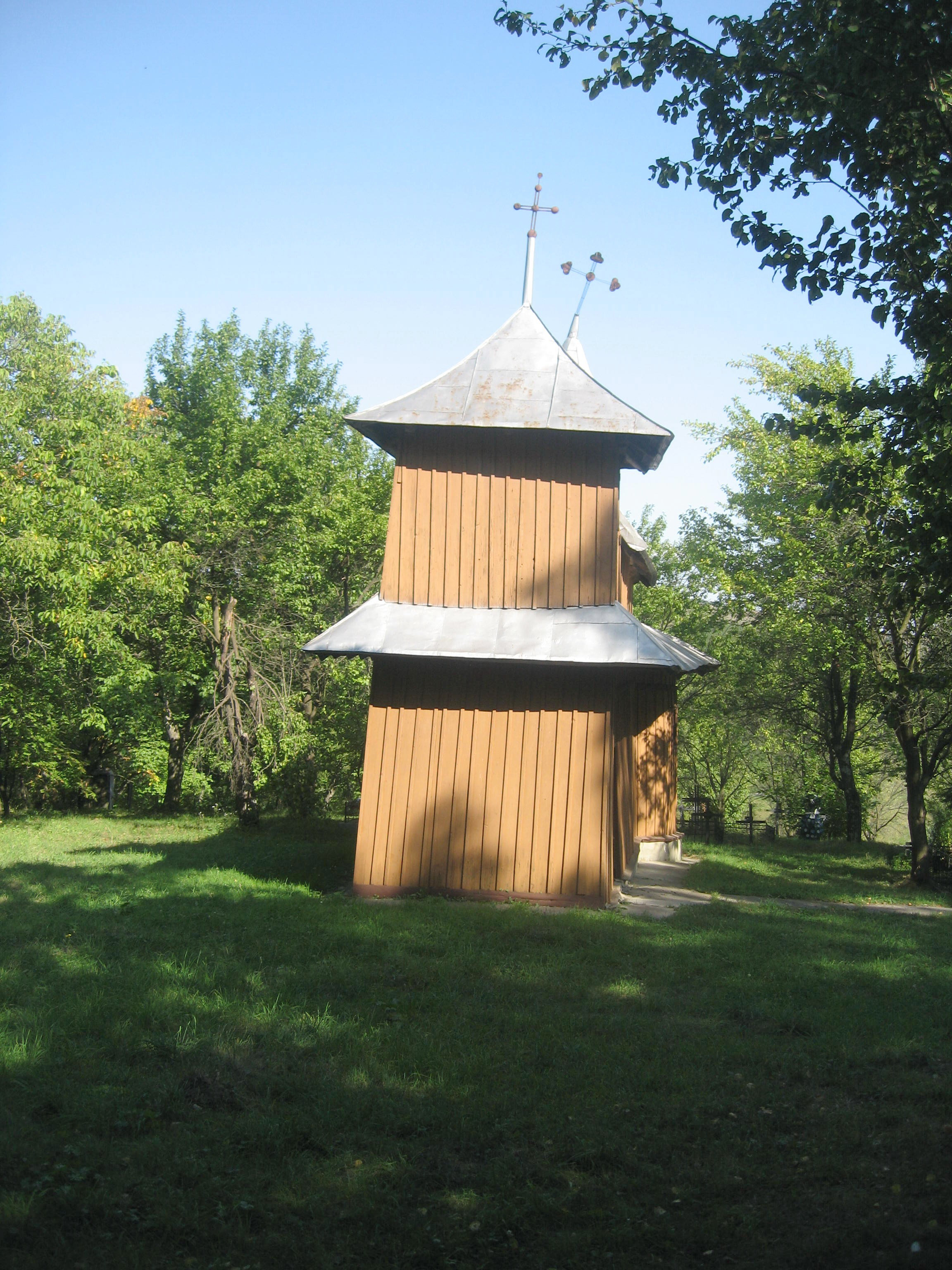
Biserica pe latura vestică
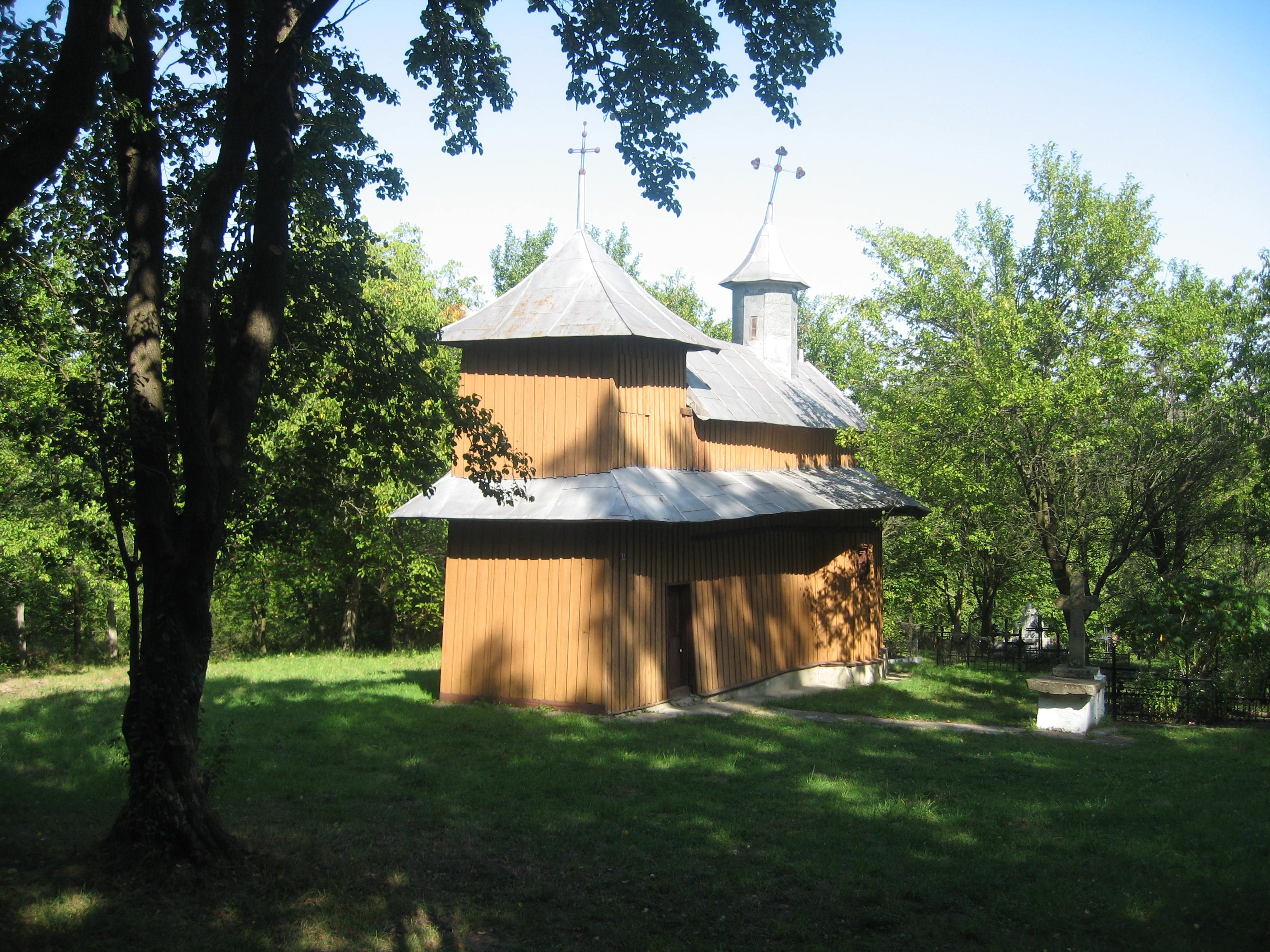
Biserica pe latura sud-vestică
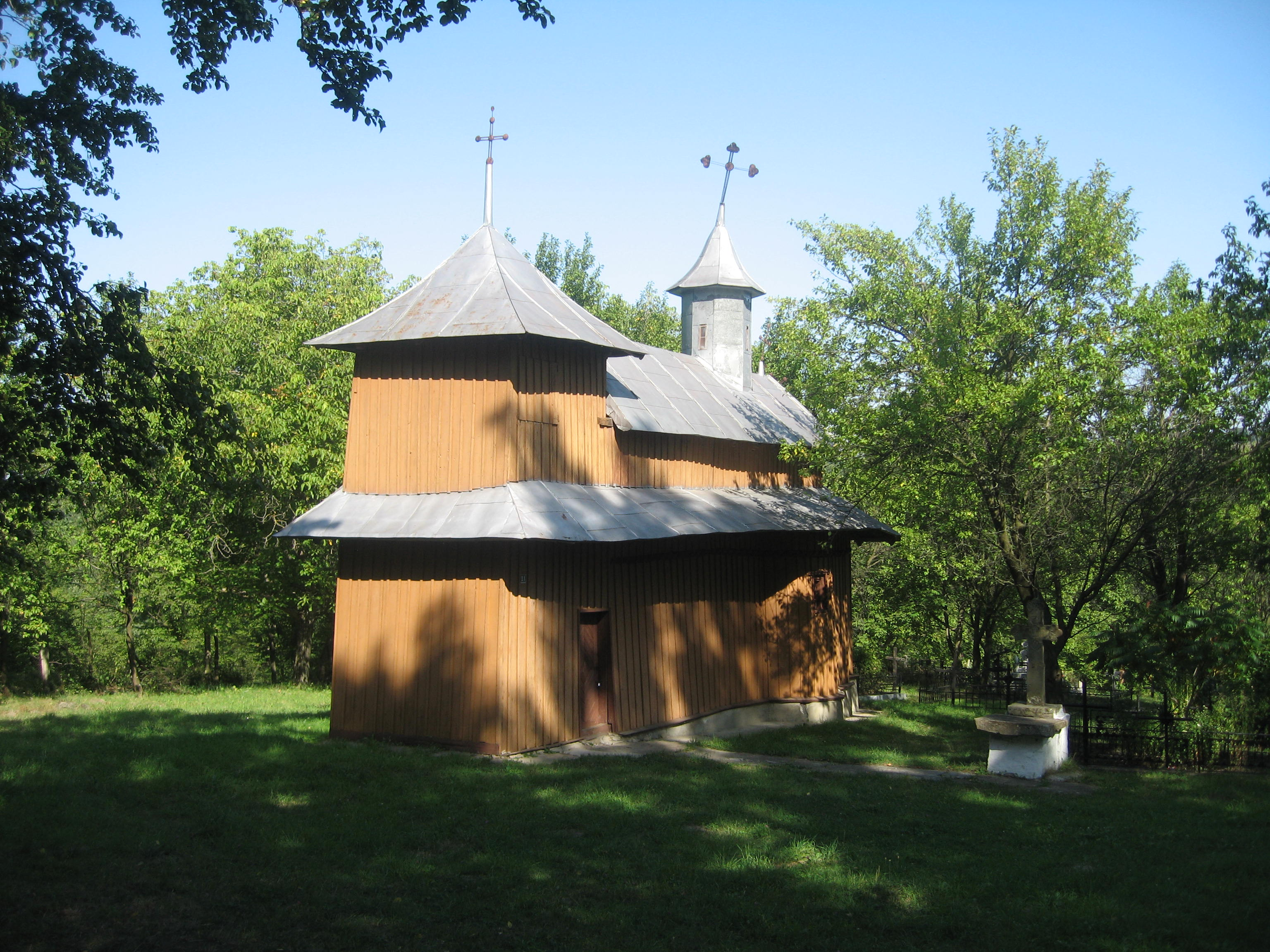
Biserica pe latura sud-vestică
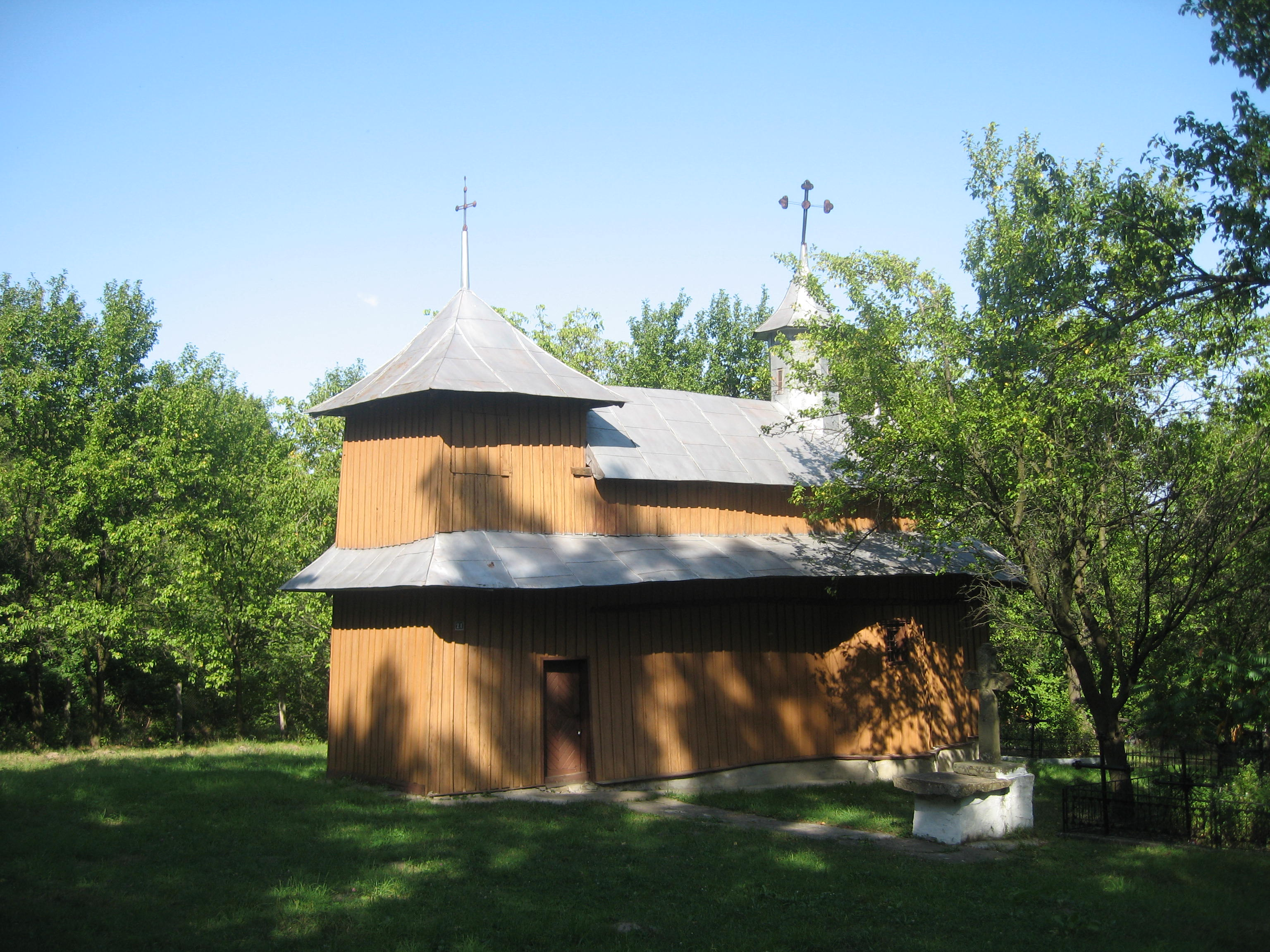
Biserica pe latura sud-vestică
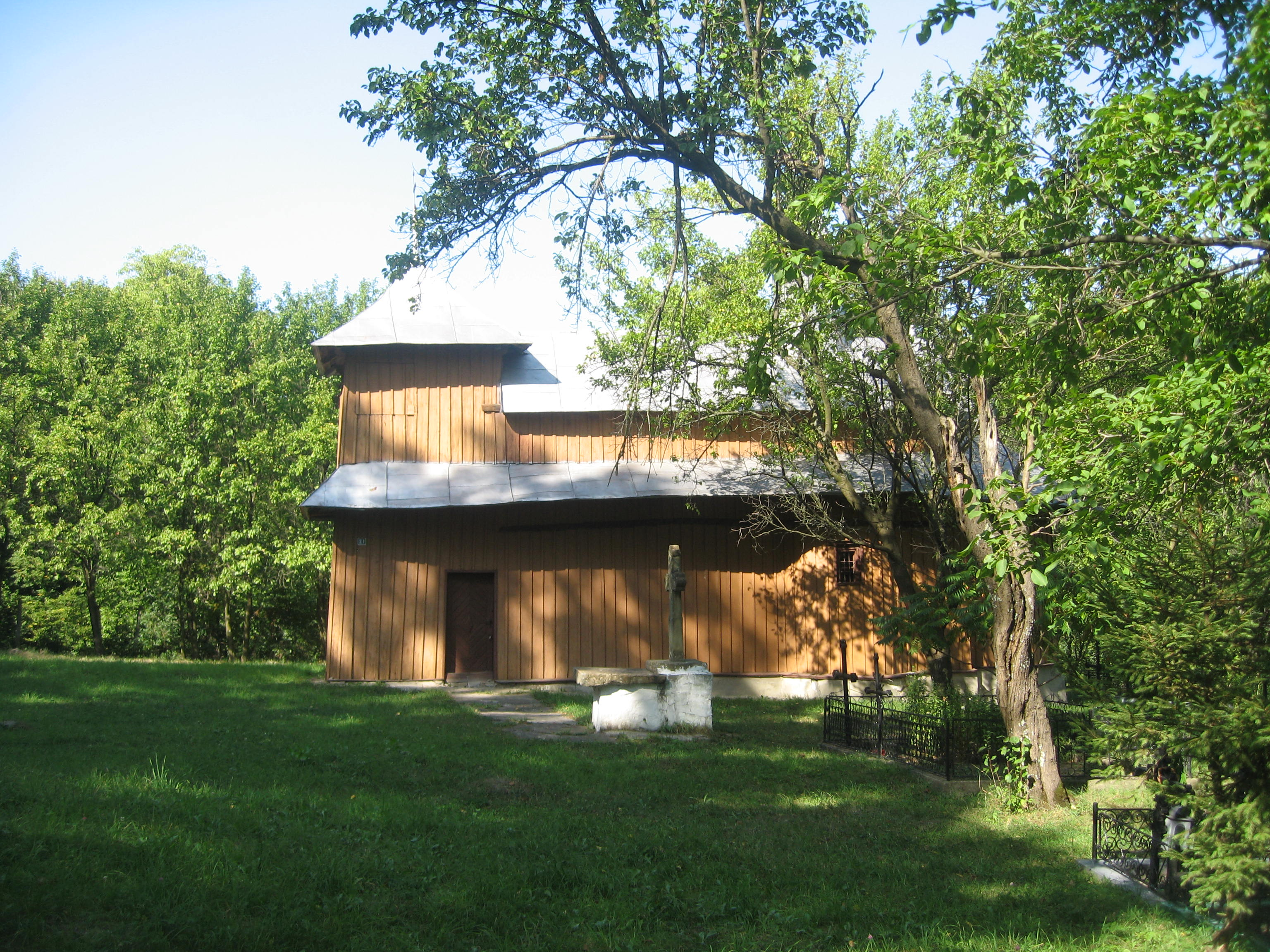
Biserica pe latura sudică
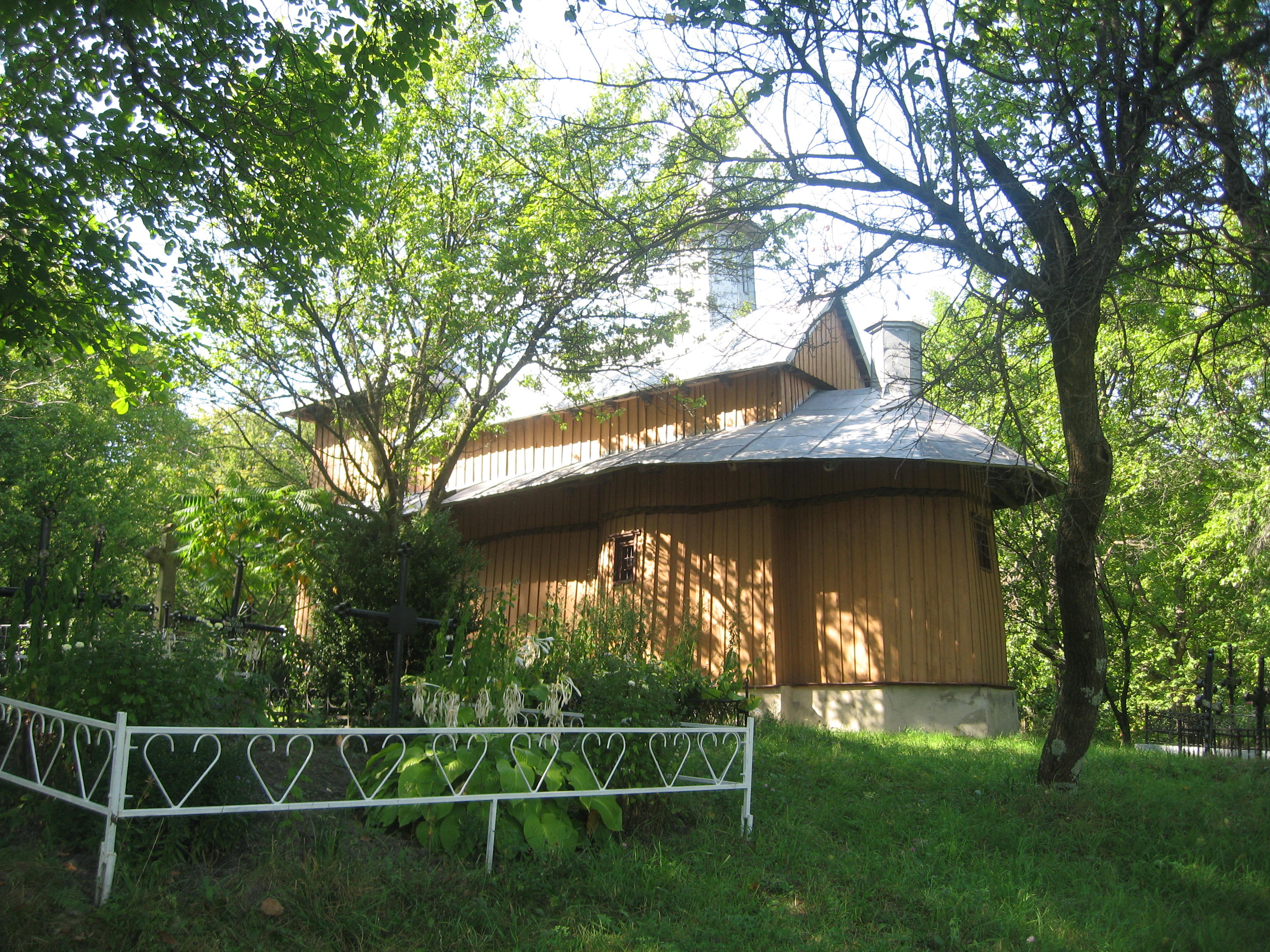
Biserica pe latura sud-estică
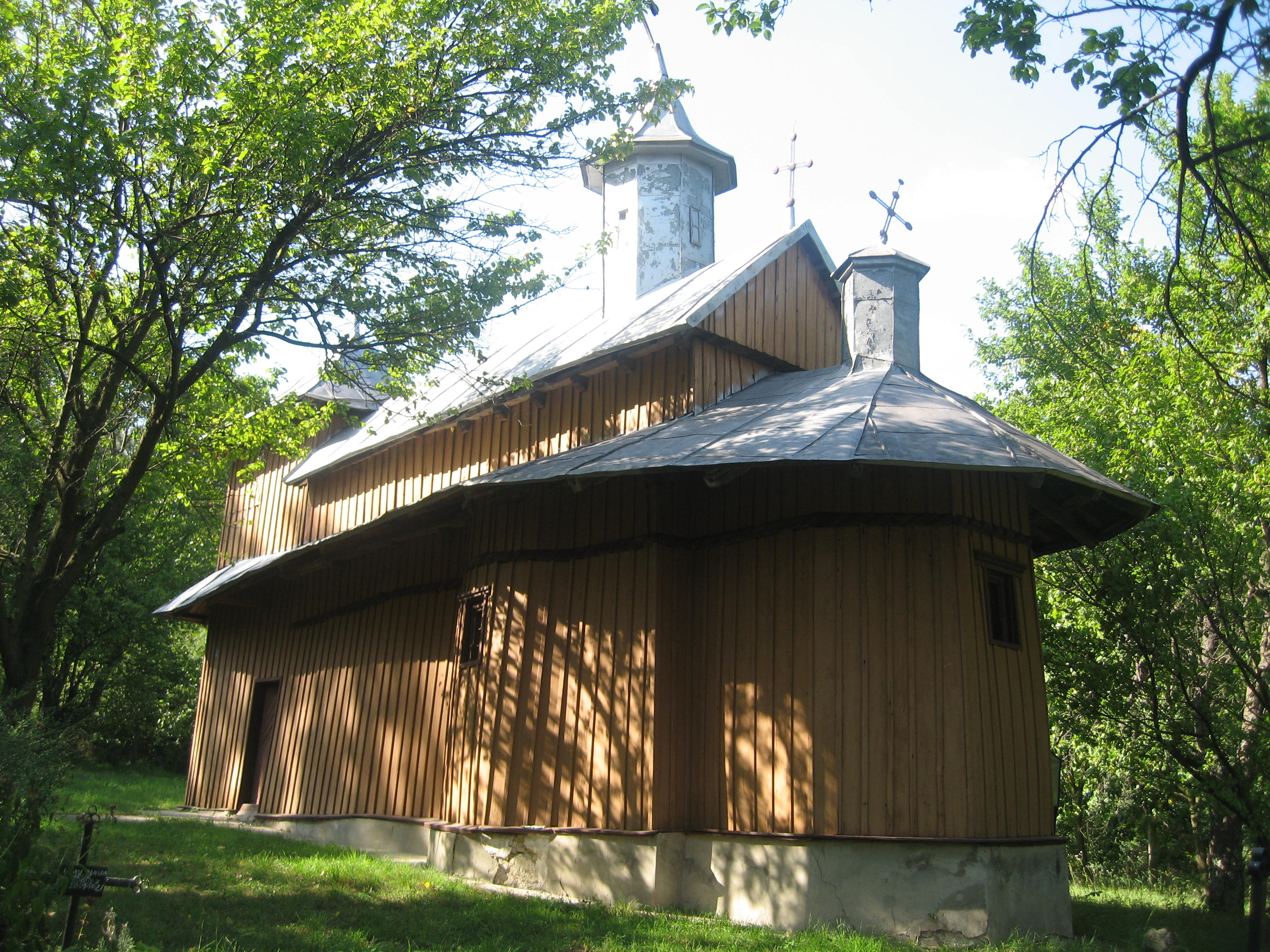
Biserica pe latura sud-estică
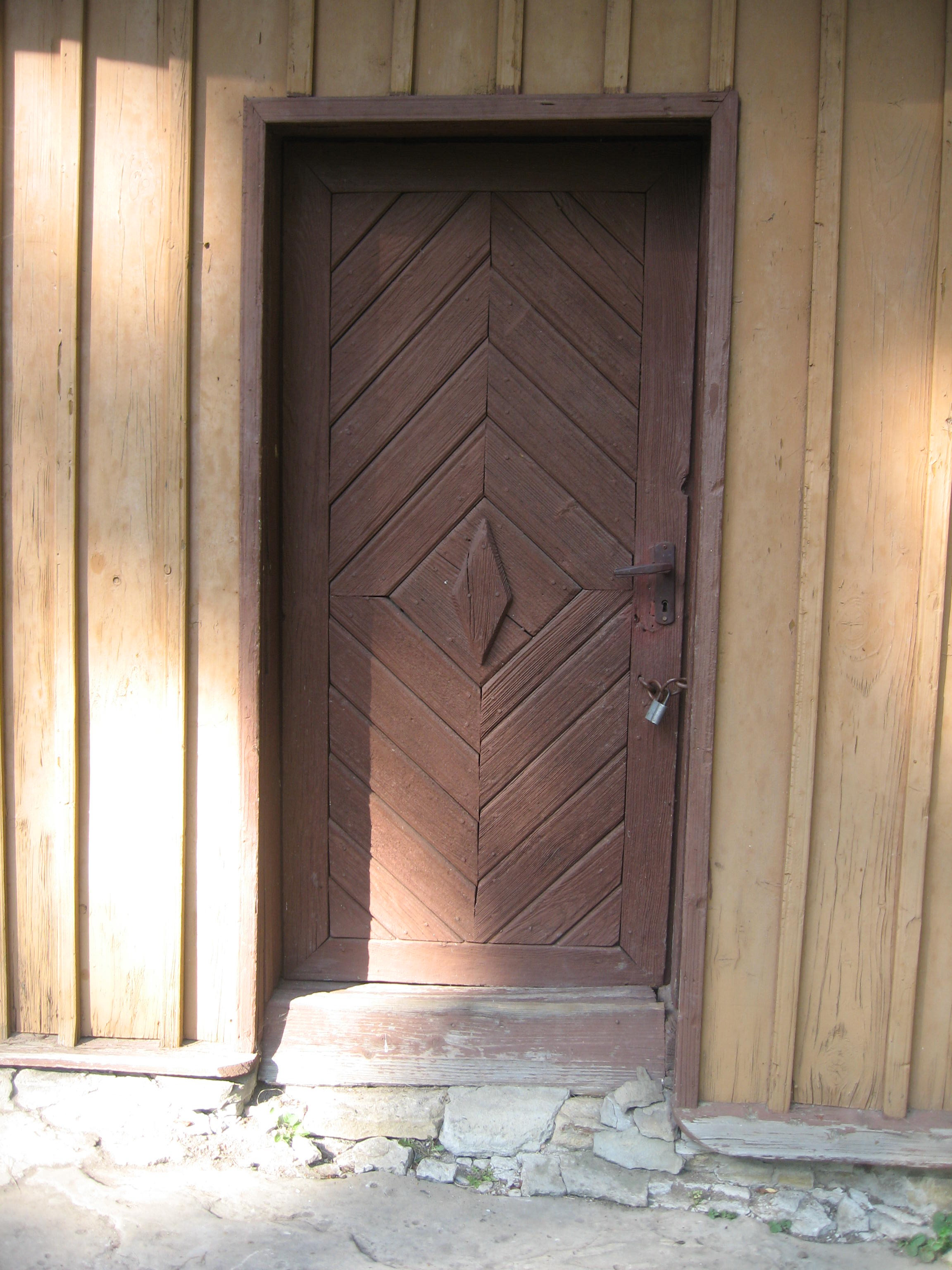
Ușa de intrare în biserică
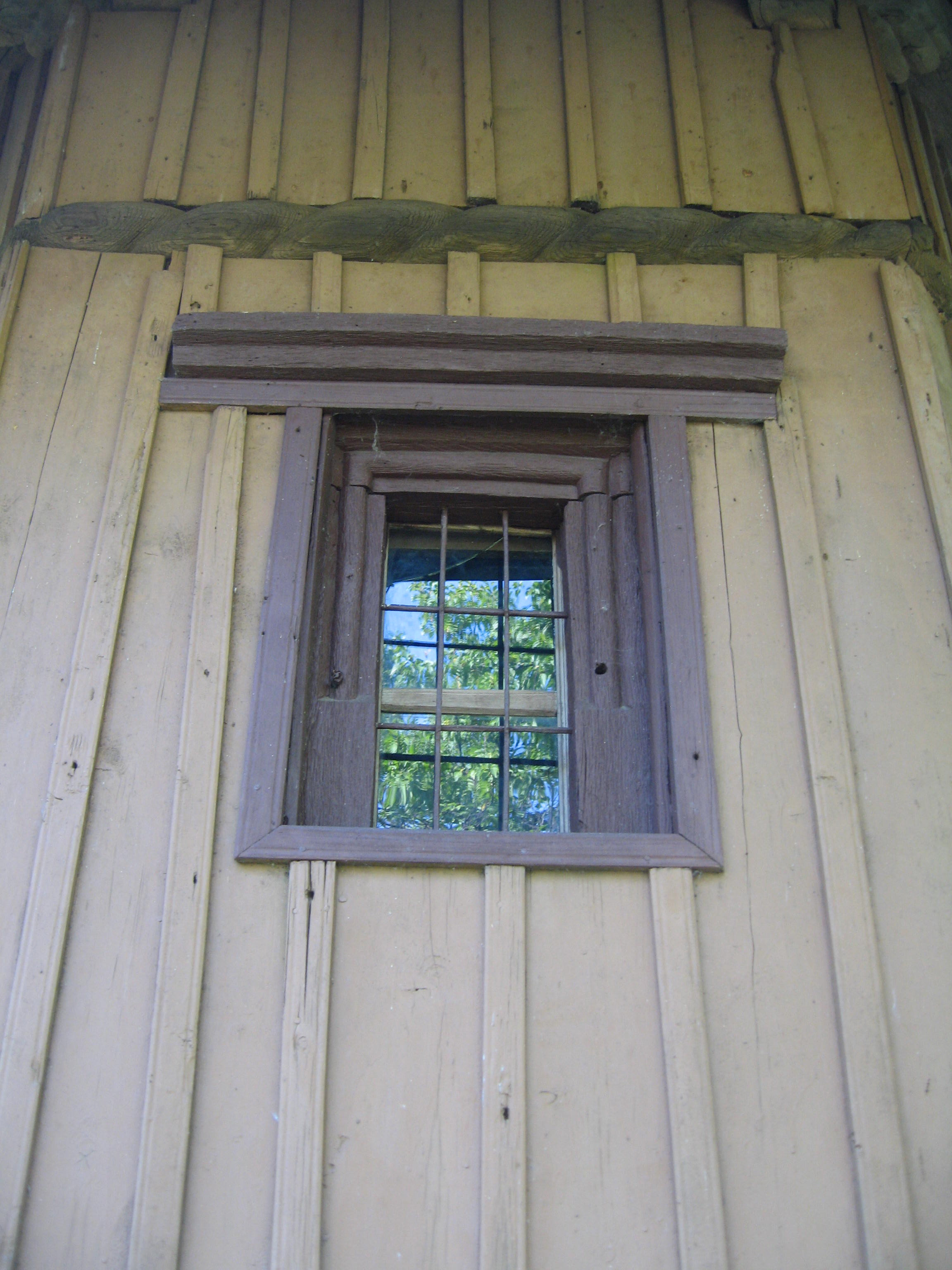
Fereastra absidei altarului
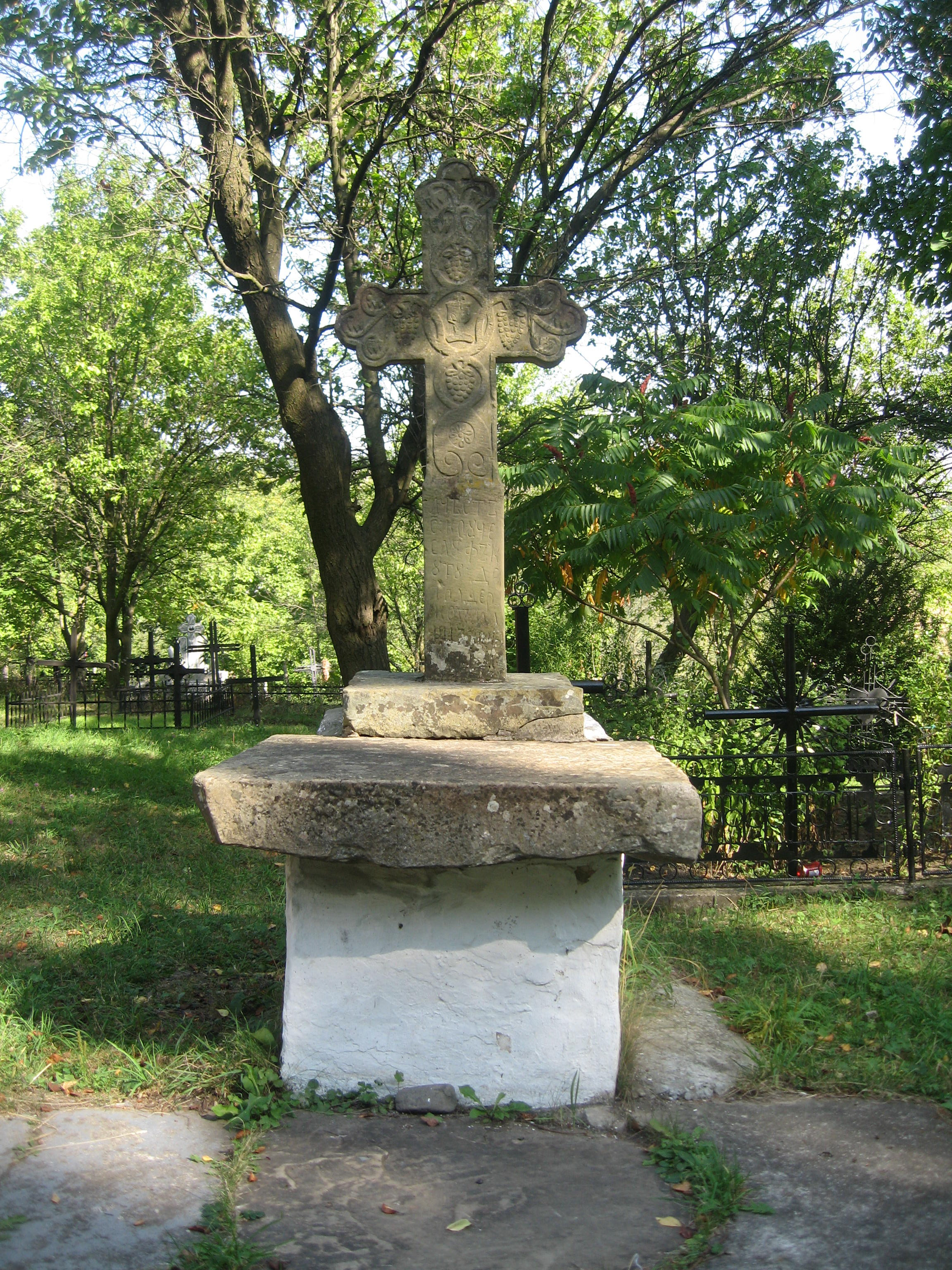
Cruce veche de piatră cu inscripție în caractere chirilice